# Karasu (district)
Karasu is een Turks district in de provincie Sakarya en telt 51.596 inwoners (2007). Het district heeft een oppervlakte van 481,7 km².
De bevolkingsontwikkeling van het district is weergegeven in onderstaande tabel.
| 1997   | 2000   | 2007   |
| ------ | ------ | ------ |
| 46.754 | 54.630 | 51.596 |